# Euploea magnipunctata
Euploea magnipunctata är en fjärilsart som beskrevs av Carpenter 1942. Euploea magnipunctata ingår i släktet Euploea och familjen praktfjärilar. Inga underarter finns listade i Catalogue of Life.